# Indigo Books and Music
Indigo Books & Music Inc (stilizzato come !ndigo) è una catena di librerie al dettaglio canadese. La società fu fondata nel 1996 da Heather Reisman, di origine ebraica, moglie di Gerry Schwartz, proprietario di maggioranza di Onex Corporation.
La prima libreria fu aperta a Burlington, Ontario.